# Belemnia aplaga
Belemnia aplaga là một loài bướm đêm thuộc phân họ Arctiinae, họ Erebidae.